# Карачаево-балкарская диаспора
Карачаево-балкарская диаспора — общее название национальных общин родственных карачаевцев и балкарцев, проживающих за пределами России: в странах Ближнего зарубежья, Азии, Европы и Северной Америки. Точных данных о общей численности карачаевцев и балкарцев, проживающих за рубежом, нет; по приблизительным оценкам диаспора превышает 40 тыс. человек.

## География по странам
Достаточно крупные карачаево-балкарские диаспоры есть в Казахстане, в Кыргызстане, в Турции. Карачаевская диаспора в г. Патерсон США (штат Нью-Джерси) имеет свою национальную организацию.

### Карачаевцы и балкарцы в Турции
Во второй половине XIX века с гор Кавказа на территорию Турции на постоянное проживание иммигрировало несколько тысяч карачаевцев и балкарцев, расселившись компактно в предгорно-горных районах в глубине страны.
Начиная с 50-х годов, население карачаево-балкарских селений втягивается в процесс урбанизации, охватившей Турцию. Вскоре численность городских жителей в диаспоре стала намного превышать численность сельских. В настоящее время большая часть потомков карачаевских и балкарских мухаджиров проживает в крупных городах: Стамбуле, Анкаре, Эскишехире, Конье, Афьоне, Адане, Измире.

### Карачаевцы и балкарцы в Европе
Карачаево-балкарская община в Европе немногочисленна, она насчитывала в 60-е годы XX века около трех тысячи человек и являлась составной частью турецкой общины. Основу её составляли жители Германии (около двух тысяч человек), небольшие общины в тысячи человек имелись также в Голландии, Бельгии и Италии.
Впервые они появились в Германии в середине 60-х годах XX века, когда резкое обострение проблемы трудовых ресурсов в Западной Европе потребовало притока большого числа иностранных рабочих. Дополнительным толчком для массовых миграций на Запад послужило и ухудшение экономической ситуации в Турции, следствием чего стало снижение уровня жизни в деревнях. Первым делом турецкие рабочие, в том числе карачаевцы и балкарцы, устремились в ФРГ, с которой Турция в 1960 году заключила официальное соглашение о найме рабочей силы, а уже после насыщения германского рынка труда турецкие рабочие направились в другие страны — Данию, Швецию и Великобританию.

### Карачаевцы и балкарцы в США
Складывание карачаево-балкарской диаспоры в США относится ко второй половине XX века. До этого периода сведений об эмигрантах из Карачая и Балкарии не было, а их количество достигало максимум несколько десятков человек.
В Соединенные Штаты переселялись как потомки мухаджиров (переселенцев конца XIX — начала XX веков), так и представители второй (1920-е годы) и третьей (1943) волн эмиграции.
Эмигранты, в силу различных обстоятельств покинувшие родину в годы Великой Отечественной войны, одной из главных причин своего переезда в США называли опасения прихода к власти в Турции левых партий и возможной выдачи их СССР, где большинство из них, несомненно, ждали лагеря и тюрьмы. Около 40 семей в конце 1950-х годов с помощью Толстовского фонда (гуманитарной организации, созданной Александрой Львовной Толстой) переехали в Нью-Йорк, откуда уже расселились в различных городах.
В последующем, община довольно быстро увеличивалась, как за счет естественного прироста (традиционно довольно высокого), так и за счет прибытия эмигрантов из Турции — потомков мухаджиров дореволюционного периода. Причинами переселения последних явились, в основном, экономические условия. К настоящему времени численность карачаево-балкарцев в США колеблется, по разным оценкам, от 3 до 5 тысяч.
Большинство карачаевцев и балкарцев поселились компактно в небольшом городке Патерсон в штате Нью-Джерси, где живут также представители других кавказских народов. Кроме того, они проживают в крупных городах: Нью-Йорке, Лос-Анджелесе, Чикаго, Майами, Вашингтоне.

## История
На территориях Казахстана и Кыргызстана карачаево-балкарские диаспоры возникли в результате депортации карачаевцев и депортации балкарцев в Среднюю Азию в 1942—1943 гг.
Некоторые карачаевские и балкарские семьи подверглись репрессиям и до событий 1942 г. Так, в результате насильственной коллективизации, которую проводили большевики в 1920—1930-х годах, в Центральной Азии оказались 508 высланных балкарцев и 887 карачаевцев. В основном, так называемых «кулаков» из Балкарии и Карачая депортировали в Казахскую ССР и в Узбекскую ССР, некоторое число репрессированных оказалось также и в Киргизской и Туркменской ССР. После реабилитации в 1957 г. карачаевцы и балкарцы стали возвращаться на Северный Кавказ, однако некоторые семьи приняли решение остаться в местах депортации.
Сегодня в Средней Азии проживает около 3 тысяч карачаевцев и более 4 тысяч балкарцев.
Диаспоры карачаевцев и балкарцев функционируют в Турции (в этой стране проживает 21 тыс. чел. карачаевцев и балкарцев), в странах Европы и в США — это потомки мухаджиров, покинувших Северный Кавказ в XIX веке в результате Кавказской войны, а также потомки бежавших из Советской России после 1917 г. от власти большевиков балкарских таубиев и интеллигенции.
Карачаевская и балкарская диаспоры практически во всех зарубежных странах существуют и функционируют совместно.